# Trechalea paucispina
Espèce
Trechalea paucispina est une espèce d'araignées aranéomorphes de la famille des Trechaleidae.

## Distribution
Cette espèce se rencontre au Guyana, au Brésil au Pará, en Amazonas, au Rondônia et en Acre et au Pérou dans la région de Loreto,.

## Description
La carapace du mâle décrit par Carico en 1993 mesure 8,0 mm de long sur 7,5 mm de large et l'abdomen 7,3 mm de long et celle de la femelle mesure 8,2 mm de long sur 8,2 mm de large et l'abdomen 9,5 mm de long.

## Publication originale
- Caporiacco, 1947 : Diagnosi preliminari de specie nuove di aracnidi della Guiana Brittanica raccolte dai professori Beccari e Romiti. Monitore Zoologico Italiano, vol. 56, p. 20-34.